# フリルフルール
フリルフルール（FrilL FleuR）は、滋賀県在住の小・中・高校生のメンバーで構成された日本の女性ダンス＆ボーカルグループである。愛称はフリフル。「株式会社フレンド滋賀」（草津市）に所属。主に滋賀県内のショッピングモール等で定例公演を行っていた。
滋賀から全国へ！笑顔と元気を届けます！をテーマに 2011年9月からの2回のオーディションを経て7名で結成。 一年間のレッスン後、デビューシングル「Runaway」「キミ想うと…」を先行配信し、2012年10月28日に滋賀県近江八幡市のイオン近江八幡ショッピングセンター2番街「アクア21」のセンターコートでデビューイベントを開催した。
2013年8月にNHKの連続テレビ小説「あまちゃん」マップキャンペーン地元サポーター（リアルGMT）の滋賀県代表に任命されたほか、滋賀県草津市にゆかりのある著名人で結成された草津市のPR集団「KUSATSU BOOSTERS（くさつ ブースターズ）」に任命されている。ブースターズナンバーは「2番」
2014年4月29日、草津市立水生植物公園みずの森で行われた「『フリフル』卒業（解散）ライブ」をもって解散。

## 略歴
2012年

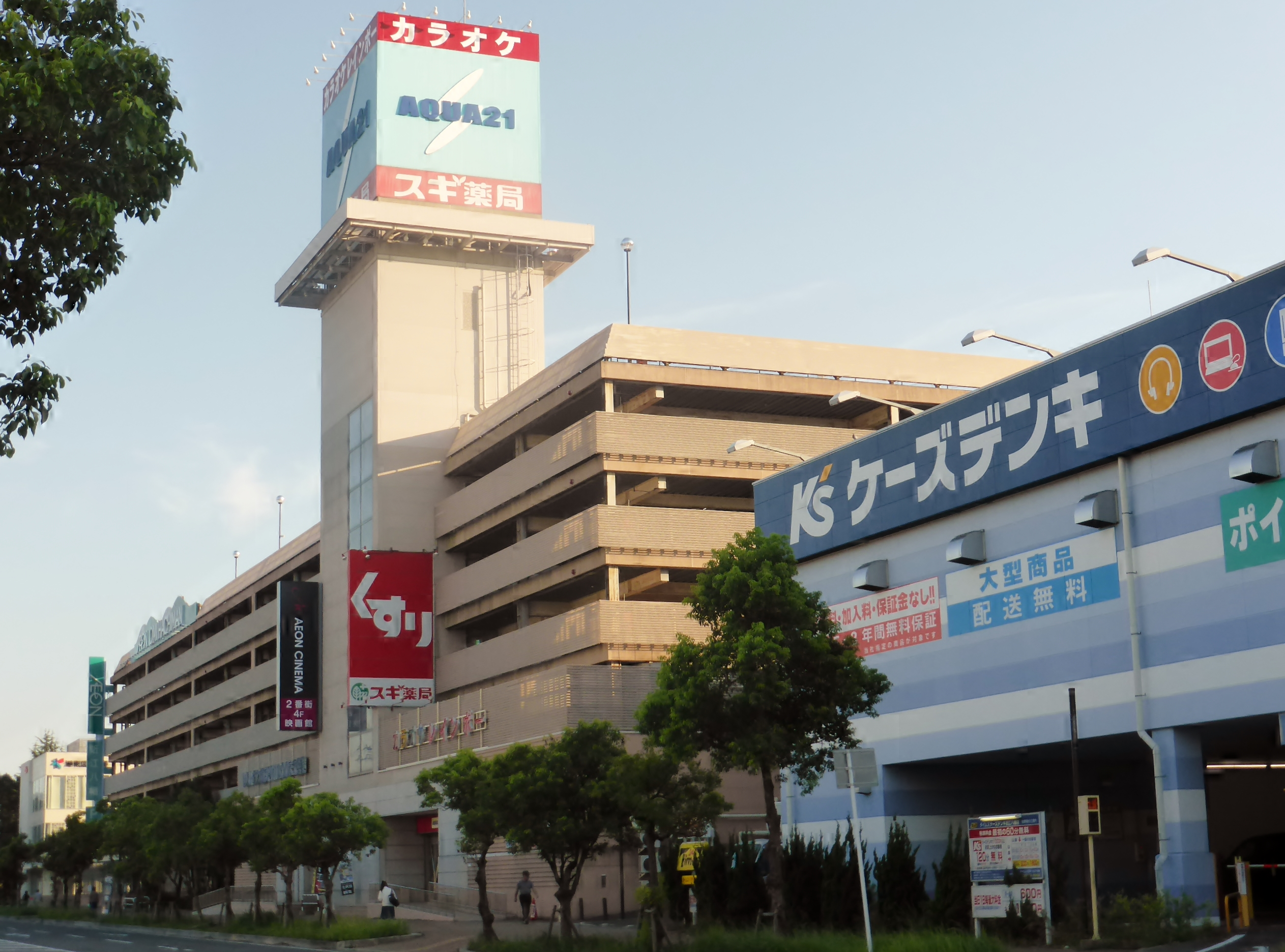
フリルフルールがデビューライブを行ったアクア21（イオン近江八幡ショッピングセンター内）

- 08月01日、オフィシャルサイトオープン。
- 10月28日、アクア21センターコートにてデビューライブ＆握手会を開催[2][7]。

2013年
- 04月07日、「三井寺　観音堂（観月舞台）」にて桜ライブ&握手会開催。
- 07月14日、関西テレビ放送主催『LUCKY TRIPPER Presents Happy Jam in Osaka vol.5』出演。
- 08月04日、滋賀県近江八幡市の『八幡山ロープウェー入口横駐車場特設会場』にてワンマンライブ開催[6]。
- 08月05日、NHKの連続テレビ小説「あまちゃん」マップキャンペーン地元サポーター（リアルGMT）の滋賀県代表に決定[1]。
- 08月09日、滋賀県草津市にゆかりのある著名人で結成した草津市のPR集団「KUSATSU BOOSTERS（くさつ ブースターズ）」に任命される[9]。
- 09月07日、関西テレビ放送主催『LUCKY TRIPPER Presents Happy Jam in Osaka vol.7』出演。
- 10月26日、滋賀県大津市「旧大津公会堂」にてデビュー1周年記念イベント『プレミアムフレンドリーライブ＆パーティー』開催[13]。
- 12月31日、びわ湖放送「『フリルフルール』年忘れLIVE2013」出演

2014年
- 01月26日、滋賀県大津市石山「U★STONE」にて『びわ湖アイドルコレクションVol.3〜day〜』出演。
- 02月11日、滋賀県栗東市「栗東芸術文化会館さきら（SAKIRA）」にて『SHIGA IDOL COLLECTION〜2014冬の陣〜Supported by Friend Shiga』開催。
- 02月22日、滋賀県草津市「JR草津駅」にて「びわ湖草津献血ルーム」『1周年記念啓発キャンペーン』に参加[14]。
- 04月20日、京都府京都市下京区「京都駅ビル室町小路広場（大階段）」にて「KYOTO IDOL COLLECTION 2014 in Kyoto Sta.」開催。
- 04月29日、滋賀県草津市「草津市立水生植物公園みずの森」にて「第14回『フリフル』定例ライブ」、「『フリフル』卒業（解散）ライブ」開催。

## メンバー
各メンバーには公式ニックネームと花の名前を冠した”フリフルネーム”が与えられている。
- 龍 美来（りょう みく、1999年1月22日 - ）公式ニックネーム（みく）フリフルネーム（バイオレット）※リーダー
- 山田 瑞貴（やまだ みずき、1998年8月16日 - ）公式ニックネーム（ズッキー）フリフルネーム（マーガレット）
- 吉本 渚紗（よしもと なぎさ、1999年9月18日 - ）公式ニックネーム（なぎちゃん）フリフルネーム（マリー）
- 山口 絢音（やまぐち あやね、2000年3月28日 - ）公式ニックネーム（あや）フリフルネーム（アイリス）
- 高井 結生（たかい ゆい、2000年6月17日 - ）公式ニックネーム（ゆいちゃん）フリフルネーム（リリィ）

### 元メンバー
- 朝倉 未来（あさくら みく、1999年6月10日 - ）公式ニックネーム（みくりん）フリフルネーム（ローズ）
- 藤原 梨花（ふじわら りんか）1996年11月5日 - ）公式ニックネーム（りんりん）フリフルネーム（キャクタス）

## 作品

### シングル
- Runaway/キミ想うと…（2012年10月28日、PMSF-1001）
- 100パーセント☆サマー/Not alone（2013年8月24日、PMSF-1002）
- 桜降る空の下で/ナイショ♡ラバーズ（2014年3月12日、PMSF-1003）
- 君色LOVE♥コネクション/さよならまたいつか（2014年4月2日、PMSF-1004）

### 映像作品
- First Scene FrilL FleuR Music Video　Runaway/キミ想うと…（2013年10月1日）
- FrilL FleuR On The Run KTVアイドル Special（2013年12月20日、関西テレビ放送、KTV131002）
- FrilL FleuR Music Video 桜降る空の下で/さよならまたいつか（2014年2月26日、PMSF-1005）

## 出演

### ラジオ
- e-radio開局記念特番『Smile Radio 2012 Special』（2012年12月1日、エフエム滋賀）[16]
- 『防災ラジオ滋賀2013〜地震災害から身を守る』（2013年2月11日、NHK大津放送局、エフエム滋賀、エフエムひこね、FMひがしおうみ、えふえむ草津同時放送）
- 『スプリングフェスタin矢橋帰帆島公園』（2013年5月25日、エフエム滋賀）
- 『おうみi（あい）』（2013年7月26日、NHK大津放送局）

### テレビ
- 『キッズダンスフェスティバル』（2013年1月26日、びわ湖放送）
- 『クイズで知るびわ湖〜小学生チーム対抗環境クイズ〜 ★力を合わせて★』（2013年4月13日、NHK大津放送局）
- 『キラりん滋賀 Friday』（2013年6月14日、びわ湖放送）
- 『高校野球ハイライト2013』（2013年7月13日 - 2013年7月29日、びわ湖放送）
- 『ラッキー・トリッパー Idol オン・ザ・ラン』（2013年10月08日 - 2013年10月22日、関西テレビ放送）
- 「beポンキッキーズ」『ロリポップスたいそうのーびのびよーん』（2013年10月14日 - 2013年10月18日、BSフジ）
- 『全国あまちゃんマップ あなたの街おこしキャンペーン ▽滋賀県彦根市・ひこね丼』（2013年10月30日、NHK総合テレビジョン）
- 『フリルフルール』年忘れLIVE2013（2013年12月31日、びわ湖放送）
- 『フリルフルール天気予報』（2014年、びわ湖放送）[17]

### 定例ライブ
アクア21
- 2012年11月23日、12月15日
- 2013年01月13日、02月11日、03月16日、04月21日、05月12日、06月16日

イオンモール草津
- 2012年11月24日、12月22日
- 2013年01月05日、05月02日、05月03日、06月30日、08月25日、11月24日

ビバシティ彦根
- 2013年01月20日

草津エイスクエア
- 2013年04月28日

大津パルコ
- 2013年06月23日
- 2014年03月15日

フォレオ大津一里山
- 2013年06月29日、09月23日
- 2014年03月29日

四番町スクエア
- 2013年07月21日、08月18日

### イベント
2012年
- 12月22日、「第4回キッズダンスフェスティバル2013スーパーグランプリX'mas決戦大会」（滋賀県草津市 イオンモール草津）- ゲスト出演[18]

2013年
- 05月12日、『ダイハツ竜王フェスティバル2013』
- 05月25日、スプリングフェスタin矢橋帰帆島公園
- 06月02日、『第12回いきいきフェスタ』(近江八幡市役所前)
- 06月09日、桐原学区サマーフェスティバル（近江八幡市）
- 07月07日、『ヤバん中祭2013』（名古屋市中区若宮大通公園若宮広場）
- 07月13日、りっとう市民夏まつり2013＆野洲川花火大会
- 07月14日、関西テレビ放送主催『LUCKY TRIPPER Presents Happy Jam in Osaka vol.5』
- 07月28日、『南光ひまわり祭り』（兵庫県佐用町）
- 08月03日、『草津駅西口夏祭り in エイスクエア』（滋賀県草津市）
- 08月09日、『KUSATSU BOOSTERS（くさつ ブースターズ）』委嘱式（滋賀県草津市）オープニングアクト
- 08月10日、『彦根JC60周年感謝祭2013年』（滋賀県彦根市）
- 08月19日、ピエリ守山（滋賀県守山市）
- 08月26日、『栗東駅前夏祭り』（滋賀県栗東市）
- 08月31日、『草津市立水生植物公園みずの森』（滋賀県草津市）
- 09月07日、関西テレビ放送主催『LUCKY TRIPPER Presents Happy Jam in Osaka vol.7』
- 09月08日、伊勢・安土桃山文化村20周年記念イベント『戦国アイドルまつり』（三重県伊勢市）
- 09月14日、『2013秋の感謝フェスタ』（滋賀県甲賀市新名神高速道路土山サービスエリア）
- 09月28日、『オータムフェスタinみずの森』（滋賀県草津市草津市立水生植物公園みずの森）
- 10月12日、『JA栗東市　田舎の元気や創業祭』（滋賀県栗東市）
- 10月13日、『JK21』インストアライブ（大阪府大阪市北区HMVグランフロント大阪店、兵庫県神戸市中央区HMV三宮店）- ゲスト出演。
- 10月19日、『MIOびわこ滋賀 vs ツエーゲン金沢戦』(滋賀県東近江市布引運動公園陸上競技場布引グリーンスタジアム）-キックオフ前ライブ、ハーフタイムショーに出演。
- 10月20日、『第4回びわ湖1周オレンジリボンたすきリレーゴール地点イベント』（滋賀県高島市「滋賀県立びわ湖こどもの国」）
- 10月27日、『第4回　愛荘66かまど祭』（滋賀県愛知郡愛荘町愛知川公民館）
- 11月02日、『はまおおつフェスタ2013』（滋賀県大津市「明日都浜大津」）
- 11月03日、『二条城〜アイドルの陣〜』（京都府京都市中京区「二条城」）
- 11月09日、『湖風祭』（滋賀県彦根市滋賀県立大学）
- 11月10日、『湖南市元気市場』（滋賀県湖南市湖南市総合体育館）
- 11月16日、『CLCセミナー学びのフリーマーケット』（滋賀県彦根市聖泉大学）
- 11月17日、『第3回みなくさまつり』（滋賀県草津市南草津駅西口）
- 11月23日、『アヤハプラザ水口周年祭』（滋賀県甲賀市アヤハプラザ水口）
- 11月24日、「関西テレビ放送55周年記念祭」『GO！GO！カンテーレ感謝祭 KTV the 55th anniversary』（大阪府大阪市北区扇町公園）
- 11月30日、兵庫県西宮市阪急西宮ガーデンズ4階 スカイガーデン 木の葉のステージ
- 12月08日、インストアライブ（兵庫県神戸市中央区HMV三宮店）
- 12月15日、「HOT♡献血ウィンターフェスタ」（滋賀県草津市 エイスクエア）[19]
- 12月22日、「第5回キッズダンスフェスティバル2013スーパーグランプリX'mas決戦大会」（滋賀県草津市 イオンモール草津）- ゲスト出演[20]。
- 12月23日、兵庫県西宮市阪急西宮ガーデンズ4階 スカイガーデン 木の葉のステージ
- 12月25日、『フリフル＆フリフルシスターズ』ライブ（兵庫県神戸市ミント神戸2階デッキ）

2014年
- 01月26日、「びわ湖アイドルコレクション Vol.3」（滋賀県大津市石山「U★STONE」）
- 02月11日、「SHIGA IDOL COLLECTION〜2014冬の陣〜Supported by Friend Shiga」（滋賀県栗東市 栗東芸術文化会館さきら（SAKIRA））
- 02月22日、「びわ湖草津献血ルーム」1周年記念啓発キャンペーン（滋賀県草津市「JR草津駅」）
- 03月01日、「草津市立水生植物公園みずの森」ライブ（滋賀県草津市）
- 03月22日、「2014春の感謝フェスタ」（滋賀県甲賀市新名神高速道路土山サービスエリア）
- 03月23日、「ROCKIN' DISCO FES "PRIDE -女祭り-"」（滋賀県守山市「守山BLUE」）
- 03月30日、『近畿ジモドルフェスタ2014WINTER』（大阪市中央区「森ノ宮ピロティホール」）
- 04月05日、『フリフル』ミニライブ＆特典会（兵庫県神戸市ミント神戸2階デッキ）
- 04月12日、インストアライブ＆特典会（大阪府大阪市北区HMVグランフロント大阪）
- 04月20日、「KYOTO IDOL COLLECTION 2014 in Kyoto Sta.」（京都市下京区）
- 04月27日、「草津宿場まつり」（滋賀県草津市）[21]。